# 生而流亡
《生而流亡》是美国作家菲利斯·爱森斯坦于1978年出版的奇幻小说，也是她的阿拉里克三部曲中的第一部。（注：本译者未找到第三部，只找到了收录于《法外之徒》中的一个短篇，不知是不是第三部。）
它最初由美国老牌出版社Arkham House出版，初版精装本售出 4,148 册；此后，它以多个平装本的形式出版，并在英国再次以精装本出版。
该小说的部分内容首先通过《奇幻与科幻杂志》作为独立的短篇作品连载。 （该系列的第二部小说《红魔之域》于 1989 年以平装本的形式由Signet Books首次出版，1992 年作为英国精装本从Grafton出版，并于 1988 年成为头一个在The Magazine连载长达三个月的幻想和科幻小说。 )

## 内容简介
《生而流亡》讲述了一个名叫阿拉里克的吟游诗人的流浪冒险经历，他拥有一种未知的传送能力。小说详细描述了他揭开自己过去的秘密和他神秘能力的本质的旅程。